# Культурный конфликт
Культурный конфликт — это конфликт, который происходит при столкновении культурных ценностей и убеждений.

## Широкое определение
Американский социолог Джонатан Тёрнер определил культурный конфликт как конфликт, происходящий вследствие «различий культурных ценностей и убеждений, которые служат предметом разногласий между людьми». На микроуровне, Александр Грю рассматривает конфликт между приезжими разных культур на примере Британского ситкома «Башни Фолти». Он обозначил, что это культурный конфликт имеет место тогда, когда ожидания людей определенного поведения от других, обусловленного их культурным происхождением, не оправдываются. В свою очередь, у людей другого культурного происхождения эти ожидания совершенно иные.
Культурные конфликты сложно разрешить, так как стороны расходятся в своих убеждениях. Культурные конфликты особенно обостряются, когда речь идет о политике, особенно на макроуровне. В качестве примера можно привести полемику вокруг проблемы аборта. Этнические чистки являются еще одним примером острого культурного конфликта. Результатом культурного конфликта могут стать войны; например, разногласия по поводу рабства привели к Гражданской войне в США.

## Узкое определение
Более узкое определение культурного конфликта Дэниел Белл выразил в своем эссе «Преступление как американский образ жизни» (1962), в котором он описывает преступные последствия столкновения культурных ценностей.. Уильям Корнблюм определяет культурный конфликт как конфликт, который возникает тогда, когда противоположные нормы создают «возможности для отклонений и роста преступности в девиантных субкультурах». Корнблюм подчеркивает, что, как только государство навязывает культурные ценности людям, не разделяющим их (обычно большинство навязывает свои законы меньшинству), преступники создают нелегальные рынки, позволяющие обойти эти законы. В качестве примера, социолог приводит сухой закон в Межвоенный период США, подчеркивая, то, как культурный конфликт между сторонниками и противниками сухого закона создал благоприятные условия для развития незаконной деятельности в этой области; похожим примером может послужить война с наркотиками. Также Корнблюм определяет культурный конфликт как один из важнейших видов социальных процессов.
Сэмюэл Хантингтон в работе «Столкновение цивилизаций» утверждает, что именно культурная и религиозная идентичность людей станет источником конфликтов в мире после Холодной войны.

## Влияние и восприятие
Мишель Ле Барон описывает различные культуры, как «подземные реки, которые проходят сквозь наши жизни и отношения, передавая нам сообщения, формирующие наше восприятие, атрибуции, суждения и представление о себе и других». Она утверждает, что культурные сообщения «формируют наше понимание», когда два человека находятся в состоянии построения отношений, конфликта и мира. Ле Барон также рассматривает влияние культуры как мощного, «бессознательного и фактора, способного оказать воздействие как на конфликт, так и на попытки его разрешить.» Она утверждает, что влияние культуры огромно, оно определяет «то, как будет называться, интерпретироваться, протекать и развиваться» сам конфликт Таким образом, Ле Барон считает важным разобрать составляющие конфликта. Во-первых, «культура многослойна», «то, что мы видим на поверхности не обязательно отражает суть». Во-вторых, «культура всегда в движении», а именно «культурные группы адаптируются быстрым и иногда непредсказуемым образом». В-третьих, она замечает, что «конфликты, уходящие корнями глубоко в прошлое, обычно находят своё отражение в преданиях и мифах народа и поэтому практически не поддаются трансформации».

## Культурная война
Культурная война — это борьба между двумя противоречащими наборами культурных ценностей.
Термин «культурная война» является заимствованием от немецкого слова «культуркампф», которое обозначило столкновения культурных и религиозных групп во время кампании канцлера германской империи Отто фон Бисмарка в 1871—1878 гг. против влияния Римско-католической церкви.
В Америке термин «культурная война» используется для обозначения конфликта между традиционалистами или консерваторами и прогрессистами или либералами. Термин появился в 1920-х гг. с возникновением конфликта между ценностями жителей городов и сельских жителей. Столкновение произошло в результате многочисленных волн иммиграции. Кроме того, это произошло и в результате культурных сдвигов и эпохи «ревущих двадцатых», что привело к началу президентской кампании убеждённого католика Эла Смита. Однако американский термин «культурная война» был пересмотрен Джеймсом Дэвисом Хантером, о чем он написал в своей книге «Культурные войны: борьба за определение Америки» (1991 г.). В книге говорится о том, что термин впервые появился лишь в 1960-х. С тех пор существуют различные определения американской культурной войны.